# Jermaine Brown
Jermaine Brown (ur. 4 lipca 1991) – jamajski lekkoatleta, sprinter.
W 2013 zdobył srebro mistrzostw Ameryki Środkowej i Karaibów w sztafecie 4 × 100 metrów. W marcu 2014 wszedł w skład jamajskiej sztafety 4 × 400 metrów, która biegła w eliminacjach halowych mistrzostw świata. Brown nie znalazł się w składzie na bieg finałowy, a jego koledzy z reprezentacji wywalczyli brązowy medal. Złoty medalista IAAF World Relays 2014.
24 maja 2014 wszedł w skład jamajskiej sztafety 4 × 200 metrów, która czasem 1:18,63 ustanowiła aktualny rekord świata w tej konkurencji.
Medalista CARIFTA Games.

## Osiągnięcia
| Rok  | Impreza                                  | Miejsce | Konkurencja             | Lokata     | Wynik           |
| ---- | ---------------------------------------- | ------- | ----------------------- | ---------- | --------------- |
| 2013 | Mistrzostwa Ameryki Środkowej i Karaibów | Morelia | bieg na 200 metrów      | 8. miejsce | 20,92           |
| 2013 | Mistrzostwa Ameryki Środkowej i Karaibów | Morelia | sztafeta 4 × 100 metrów | 2. miejsce | 38,86           |
| 2014 | Halowe mistrzostwa świata                | Sopot   | sztafeta 4 × 400 metrów | 3. miejsce | 3:03,69 (elim.) |
| 2014 | IAAF World Relays                        | Nassau  | sztafeta 4 × 200 metrów | 1. miejsce | 1:18,63         |

## Rekordy życiowe
- Bieg na 100 metrów – 10,26 (2012)
- Bieg na 200 metrów – 20,28 (2014)
- Bieg na 200 metrów (hala) – 20,59 (2014)
- Bieg na 300 metrów (hala) – 32,91 (2015) rekord Jamajki
- Bieg na 400 metrów (stadion) – 46,64 (2014)
- Bieg na 400 metrów (hala) – 46,24 (2014)